# Sicherheitslaufstrecke
Die Sicherheitslaufstrecke ist eine Sicherheitskomponente bei modernen Torpedos.
Wird der Torpedo abgeschossen, wird erst nach einer gewissen Laufstrecke (variiert, je nach der Entfernung zum Ziel) mit der Zielsuche begonnen. Damit soll das sogenannte friendly fire, also Beschuss von nahen Freundbooten durch eigene Torpedos verhindert werden.
Im U-Boot-Film Jagd auf Roter Oktober entgeht das namensgebende U-Boot einem Torpedotreffer, indem es direkt auf den Torpedo eindreht und stark beschleunigt. Dadurch wird die Sicherheitslaufstrecke untergangen und der Torpedo prallt auf den Bug des U-Boots, ohne zu detonieren.